# Sinal de Gowers

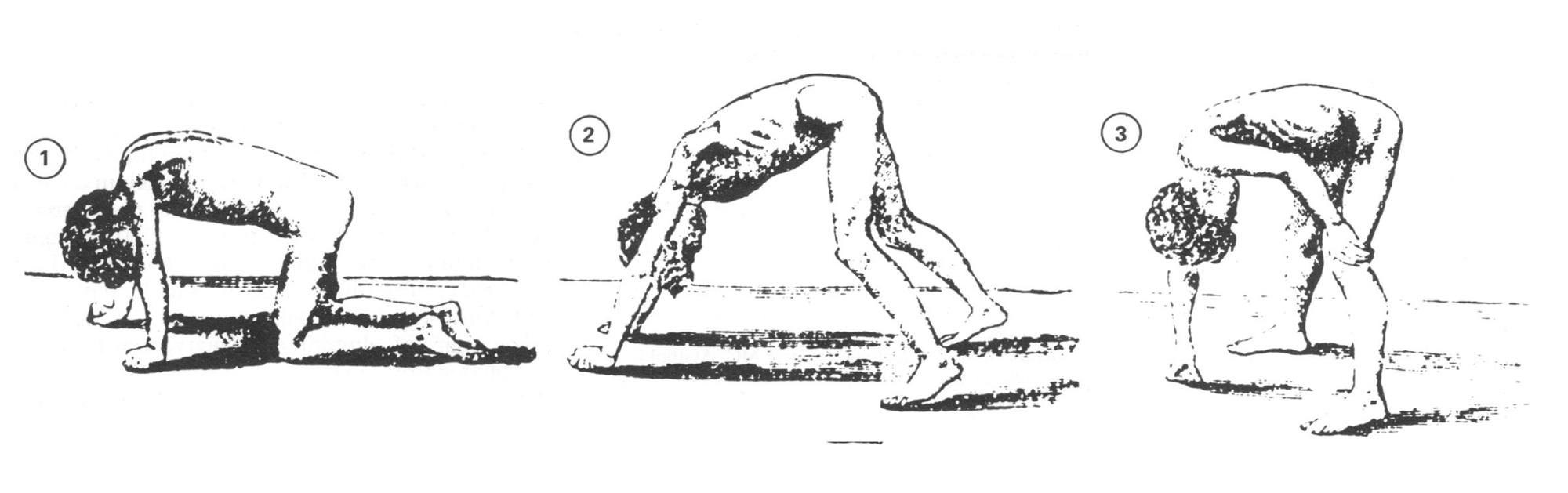
Sinal de Gowers positivo

O sinal de Gowers, também conhecido como manobra de Gowers ou manobra do levantar miopático, é um sinal médico que indica fraqueza dos músculos proximais, especificamente aqueles do membro inferior. O sinal descreve um paciente que usa suas mãos para "escalar" seu próprio corpo a partir de uma posição agachada devido à falta de força muscular no quadril e coxas.
O sinal recebe o nome em homenagem ao médico neurologista britânico William Richard Gowers (1845-1915).

## Associações
O sinal de Gowers é classicamente observado na distrofia muscular de Duchenne, mas também ocorre na miopatia centronuclear, distrofia miotônica e diversas outras doenças associadas com fraqueza muscular proximal.
Para esta manobra, o paciente é colocado no chão distante de outros objetos com os quais ele poderia usar para se apoiar no momento de ficar na posição ereta. A manobra também pode ser usada para testar paraplegia.